# Tema de Neocastra
Neocastra (em latim: Neocastri ou Neochastron; em grego: Νεόκαστρα; romaniz.: Neókastra; "novas fortalezas"; formalmente θέμα Νεοκάστρων) foi uma província bizantina (tema) dos séculos XII-XIII no noroeste da Ásia Menor (moderna Turquia).
Sua origem e extensão são obscuros. De acordo com Nicetas Coniates, o tema foi fundado por Manuel I Comneno (r. 1143–1180) entre 1162 e 1173. Manuel I vasculhou a região em torno de três cidades - Quilíara, Pérgamo e Adramício - a procura de bandos de turcos que poderiam invadir o império, reconstruiu e refortificou as cidades e estabeleceu fortes no campo e transformou-os em províncias separadas sob um governador intitulado harmosta (em grego: ἁρμοστὴς; romaniz.: harmostes; lit. "supervisor") pelo arcaizante Coniates, mas cujo título deve ter sido duque. A bula dourada imperial de 1198 para os venezianos menciona Adramício a parte de Neocastra, e a Partitio Romaniae de 1204 menciona a província de Neocastra como sendo separada destas três cidades. A estudiosa Helene Ahrweiler, por outro lado, interpreta a evidência e sugere que Neocastra realmente englobava as três cidades, que em 1198 Adramício pode ter formado um distrito separado, e que a separação entre as cidades e a província evidenciada no Partitio foi o resultado de um erro do copista.
O tema sobreviveu a destruição do Império Bizantino pela Quarta Cruzada, e foi mantido pelo Império de Niceia, onde constituiu, junto com o Tema Tracesiano ao sul, a mais importante província. As fronteiras da província, contudo, eram diferentes: Adramício havia sido perdida para o Império Latino, e Pérgamo foi abandonada e caiu em ruínas. O relato de Jorge Acropolita, refletindo a nova situação, menciona Neocastra a partir de Quilíara e Pérgamo, e registra a vila de Calamos (moderna Gelembe) como o ponto mais setentrional do tema, na zona de fronteira com os latinos. Com base na passagem de Acropolita, o estudioso Ruth Macrides sugere uma leitura alternativa para a passagem de Coniates, que colocaria o tema original de Neocastra imediatamente a leste das três cidades. Ahrweiler também sugere que o Tema de Neocastra do período de Niceia estendeu-se até o sul Magnésia e Sárdis, mas isto é conjectural. Poucos governadores do tema são conhecidos: Manuel Calampaca ca. 1284, um certo Libadário, que esteve envolvido na revolta de Aleixo Filantropeno em 1296, e o paracemomeno Constantino Ducas Nestongo, ativo em 1303/1304, que Ahrweiler identifica como o último duque conhecido. A região caiu logo em seguida para os beilhiques de Carasi e Saruhan.